# Parinvolvulus hauseri
Parinvolvulus hauseri là một loài bọ cánh cứng trong họ Rhynchitidae. Loài này được Wagner miêu tả khoa học năm 1907.